# Samson Poʻuha
Samson Poʻuha (ur. 2 czerwca 1972) – tongijski bokser.
W 1992 roku został amatorskim mistrzem USA w wadze superciężkiej. W boksie zawodowym stoczył 26 pojedynków, z czego wygrał 20 (18 KO), 5 przegrał i jedną walkę zremisował. 16 maja 1995 roku zmierzył się w Atlantic City z Andrzejem Gołotą. Został przez niego pokonany w piątej rundzie przez techniczny nokaut. Karierę sportową zakończył w 2002 roku.